# Fragagnano
Fragagnano – miejscowość i gmina we Włoszech, w regionie Apulia, w prowincji Tarent.
Według danych na rok 2004 gminę zamieszkiwały 5644 osoby, 256,5 os./km².